# L'Étrange Désir de monsieur Bard
Pour plus de détails, voir Fiche technique et Distribution.
L'Étrange Désir de monsieur Bard est un film français réalisé par Géza von Radványi en 1953 et sorti en 1954.

## Synopsis
Depuis toujours, Auguste Bard, chauffeur de l'autocar Nice-Monte-Carlo, a été un sujet de répulsion pour son entourage. Sa laideur ne lui a pas permis de connaître l'amour. En travaillant il est frappé par un terrible Infarctus du myocarde, devenu cardiaque il est condamné et décide de prendre une retraite anticipée et d'avoir un enfant. Entouré d'une famille âpre au gain, il gagne vingt-cinq millions au casino et, accompagné de son fidèle ami et collègue Antonio, il loue les services d'une jolie danseuse, Donata, qu'il entoure d'images de madones, d'anges et de chérubins, conformément à une croyance encore répandue à l'époque selon laquelle ce que voit la mère pendant sa grossesse influe sur l'aspect du nouveau-né. Donata, profondément touchée par sa bonté, lui donnera quelques mois plus tard un superbe garçon. En apprenant la nouvelle, Bard s'endort de son dernier sommeil, un sourire heureux aux lèvres.
Un médecin écrit au même moment dans le compte-rendu de la naissance de l'enfant que l'état du cœur de celui-ci est normal.

## Fiche technique
- Titre original français : L'Étrange Désir de monsieur Bard
- Réalisation : Géza von Radványi
- Scénario : Géza von Radványi
- Adaptation et Dialogues : René Barjavel et Géza von Radványi
- Assistant réalisateur : Marcel Camus
- Images : Léonce-Henri Burel
- Opérateur : Henri Raichi, assisté de Roger Tellier et Jean Charvein
- Musique : Jean-Jacques Grünenwald
- Chanson : Car je t'aime d'Henri Crolla (nouvelles éditions Méridian)
- Décors : Eugène Pierac
- Montage : René Le Hénaff, assisté de Augustine Richard et Jean Hamon
- Son : Constantin Evangelou
- Perchman : Robert Cambouriakis
- Recorder : Louis Bertone
- Maquillage : Louis Louc
- Photographe de plateau : Sacha Masour
- Script-girl : Suzanne Durrenberger
- Régisseur général : Eugène Nase, assisté de Charles Brandley
- Ensemblier : Fernand Bernardi
- Tournage du 16 février au 14 avril 1953 dans les studios de la Victorine à Nice
- Pellicule 35 mm, noir et blanc
- Enregistrement : Western Electric
- Tirage : Laboratoire G.T.C
- Production : Union générale cinématographique (UGC) (France)
- Chef de production : André Halley des Fontaines
- Directeur de production : François Carron
- Distribution : A.G.D.C
- Première présentation le 4 janvier 1954
- Durée : 107 min
- Genre : Drame
- Visa d'exploitation : 13011
- Affiche : Roger Rojac (France)

## Distribution
- Michel Simon : Auguste Bard, chauffeur de l'autocar Nice-Monte-Carlo
- Yves Deniaud : Antonio, le collègue et ami d'Auguste
- Geneviève Page : Donata Francescati, la danseuse
- Henri Crémieux : Ernest, l'épicier
- Paul Frankeur : Le curé
- Louis de Funès : M. Chanteau, l'homme aux « bonnes idées »
- Paul Demange : Le docteur nerveux
- Henri Arius : Le commissaire
- Lucien Callamand : Le notaire
- Georgette Anys : Julie, l'épicière
- Emma Lyonel : La directrice
- Colette Ricard : Béatrice, la fille de Julie et Ernest
- Jacques Erwin : L'huissier du casino
- François Carron : Le médecin de la maternité
- Maurice Bénard : Le directeur du casino
- Yvonne Claudie : Caroline
- Félix Clément ou Jean Clément : Le premier docteur
- Michel Gerbier : Le petit garçon
- Claude Ermelli
- Colette Ravel
- Jacques Robin
- Patrick de Funès : Le petit garçon qui veut une orange